# Église Saint-Pierre-et-Saint-Paul d'Izé
L'église Saint-Pierre-et-Saint-Paul est une église catholique située à Izé, dans le département français de la Mayenne.

## Localisation
L'église est située dans le bourg d'Izé, au croisement des routes départementales 35 et 240.

## Histoire
Construite au XVIIe siècle, l'église est incendiée durant la Révolution le 5 novembre 1795. Restaurée en 1810, elle est à nouveau dévastée par une tornade le 13 décembre 1978. Cette tornade, qui fait un mort et trois blessés, dévaste la partie occidentale du village, arrache l'ensemble de la toiture et la tribune ; seul le vitrail du transept nord (XIXe siècle, fait par le carmel du Mans) est préservé[réf. nécessaire]. Des fonds sont collectés, et l’église est relevée sous la direction de l'abbé Raymond Daniel. D'après les témoignages des habitants et l'analyse des reproductions de l'église après la catastrophe (cartes postales anciennes et vitrail du chœur), la partie haute de l'extrémité occidentale de la nef qui abritait la tribune n'est pas reconstruite.

## Architecture et extérieurs
L'église a un plan en forme de croix latine avec transept et chœur à pans coupés. La tour-clocher est construite lors de la rénovation de 1810.

## Intérieur
L'édifice renferme deux statues du XVIe siècle en bois polychrome représentant sainte Barbe et sainte Anne.

### Vitrail de la Résurrection

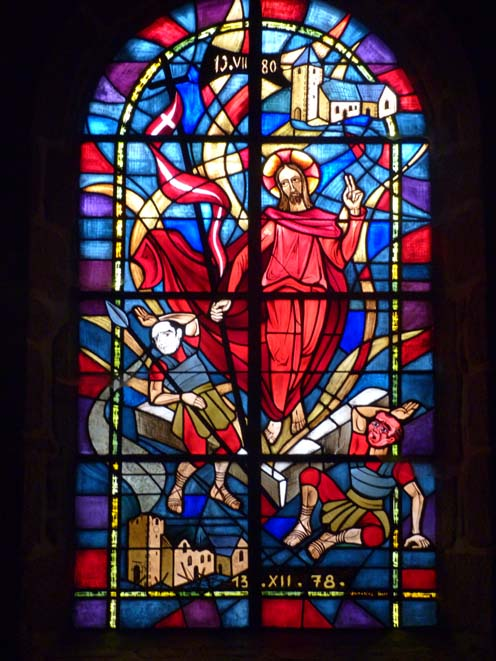
Vitrail de la Résurrection.

Après la tempête du 13 décembre 1978, qui ravage Izé, le Père Fauveau et le maire Fernand Duval récoltent 1,2 million de francs pour reconstruire l'église. Le 10 juillet 1980, elle est inaugurée.
Le vitrail de l'église situé derrière l'autel n'étant pas endommagé, il n'avait pas fait l'objet d'une demande de restauration. Cependant, après la reconstruction de l'église, le Père Fauveau en commande un nouveau en 1981 au maître-verrier Van Guy afin d'y figurer le thème de la résurrection, en mémoire de la résurrection du bâtiment. Le vitrail est posé le 8 octobre 1981 et est inauguré deux jours plus tard, le 10. En posant le vitrail, Van Guy aurait dit au curé : « Bien évidemment, toute ressemblance des soldats avec des personnes existantes ou ayant existé ne saurait être que fortuite »,.
Ce vitrail représente la résurrection de Jésus, montrant le Christ victorieux sortant du tombeau devant deux légionnaires romains atterrés, figurés sous les traits de Georges Marchais et de François Mitterrand. La partie basse du vitrail montre l'église dévastée par la tempête, accompagnée de la date du sinistre, celle du haut, la nouvelle église et la date de son inauguration.
| |  |  |
| Détails du vitrail : en bas, l'église ravagée et les légionnaires ; en haut, l'église reconstruite. |  |  |

Ce n'est que le 27 septembre 1982 que Libération publie l'article de Jean Guisnel intitulé « Mitterrand et Marchais terrassés par le Christ ». Dans cet article, le journaliste accuse le curé d'être un « vieux prêtre intégriste […] anti marxiste vigoureux ». Le Père Hubert, ayant succédé à Raymond Fauveau en 1982, explique que Van Guy est le seul à avoir décidé de cela, et qu'il était autrefois coutume de mettre des personnalités politiques sur les vitraux (comme après l'incendie de la cathédrale de Chartres en 1194). D'autres médias traitent également du vitrail, comme Ouest-France le 9 août 1982, qui prête au président français des allures de Jacques Chirac.
Marc Bourges, conseiller municipal et ancien maire d'Izé, confirme que le Père Fauveau n'était pas prévenu et que certains craignaient la destruction ou la dégradation du vitrail. De plus, il soupçonne, comme Guisnel, que Jésus a les traits de Valéry Giscard d'Estaing.
Van Guy explique qu'il a caricaturé Marchais (avec un visage rouge) et Mitterrand (avec un visage « palôt ») après la victoire de la gauche à l'élection présidentielle française de 1981. Selon le chercheur Christophe Batardy, cette « scène exprime et symbolise les sentiments d’une partie de la population française traumatisée par l’arrivée de la gauche au pouvoir ».

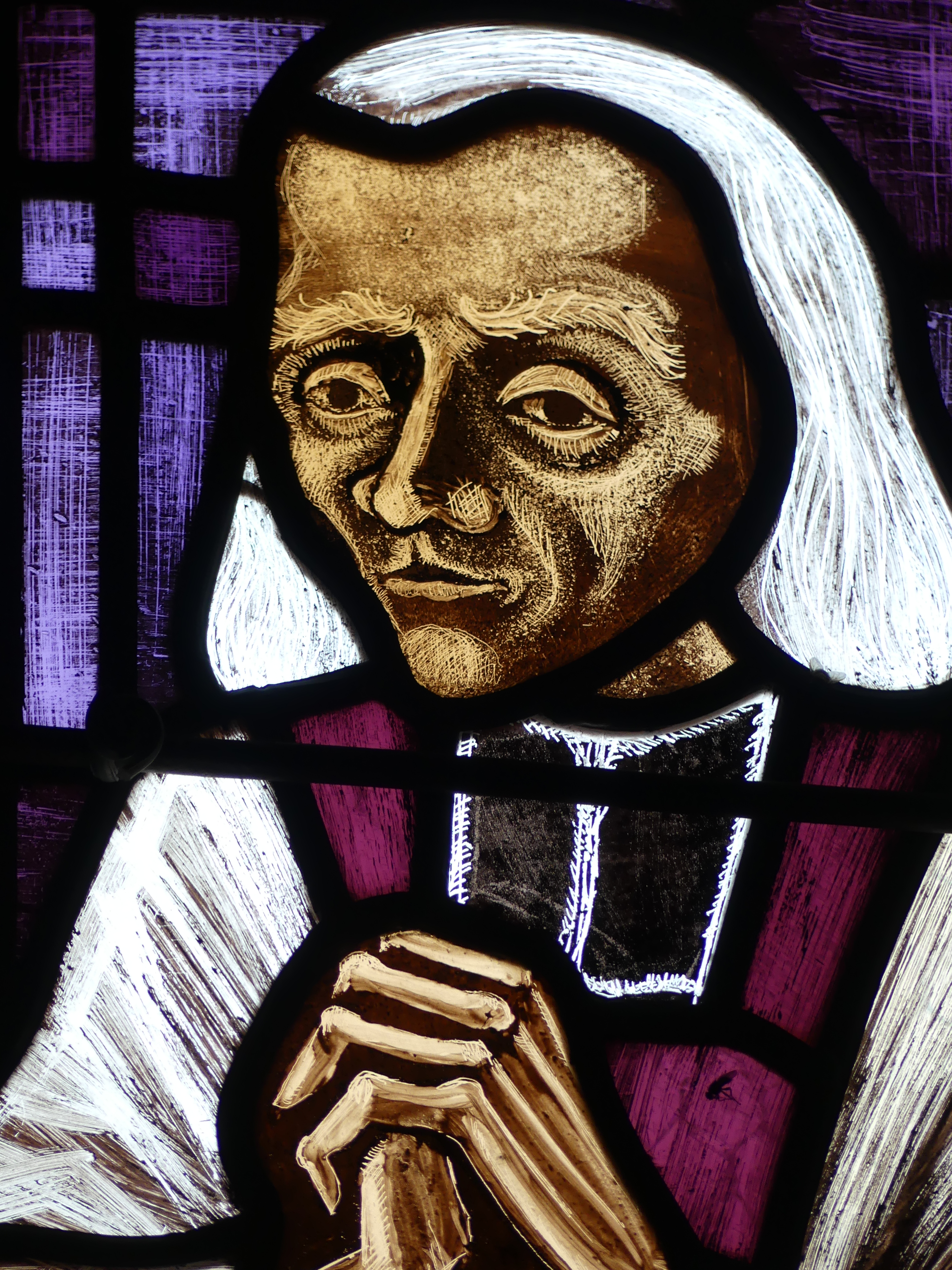
Vitrail du curé d'Ars.

L'observation du vitrail de la nef représentant le curé d'Ars évoque les traits de Michel Rocard.